# Baliosus semitestaceus
Baliosus semitestaceus es un insecto coleóptero de la familia Chrysomelidae.
Fue descrita científicamente por primera vez en 1847 por Erichson.